# Hypoechana fuliginosa
Hypoechana fuliginosa (лат.) — вид чешуекрылых из подсемейства совок-пядениц. Единственный вид в роде Hypoechana.

## Описание
Щупики изогнуты вверх. Третий их членик в два раза короче второго. Усики около середины с пучок волосков. Ноги голые. Голени передних ног с длинным отростком. Размах крыльев около 35 мм. Вершина передних крыльев острая, их внешний край слегка закруглён. От середины костальной жилки до внутреннего края крыла протягивается широкая коричневая полоса. Брюшко стройное, короче крыльев.

## Распространение
Вид встречается в Мексике, Панаме и Гватемале.